# Tachystolia
Tachystolia – patologiczna sytuacja położnicza, w której u kobiety rodzącej co najmniej jednokrotnie wystąpiło 6 lub więcej skurczów mięśnia macicy w ciągu 10 minut. Jeśli przebiega równocześnie z tachykardią u płodu mówi się o zespole hiperstymulacyjnym (hyperstimulation syndrome). 
Jako podstawowe postępowanie medyczne w tachystolii przyjmuje się ułożenie ciężarnej na lewym boku, tlenoterapię oraz podanie poprzez iniekcję podskórną 250mg terbutaliny.